# ويليام ثورنتون كمبر سينيور
ويليام ثورنتون كمبر سينيور (بالإنجليزية: William Thornton Kemper, Sr.)‏ هو مصرفي أمريكي، ولد في 3 نوفمبر 1866، وتوفي في 19 يناير 1938.